# Marcos Antônio (Fußballspieler, 1988)
Marcos Antônio Nascimento Santos (* 11. Juni 1988 in Maceió, Brasilien) ist ein brasilianischer Fußballspieler. Er stand in der Spielzeit 2009/10 im Aufgebot des TSV 1860 München und ist laut eigener Aussage flexibel auf der linken Außenbahn und im defensiven Mittelfeld einsetzbar.
Seit 2005 steht Marcos Antônio beim SC Corinthians Alagoano unter Vertrag, für den er bis Sommer 2009 58 Spiele betritt und sieben Tore schoss. Er verbrachte allerdings nicht die ganze Zeit bei den Corinthians, er spielte stattdessen auf Leihbasis bei verschiedenen anderen Vereinen. Im Sommer 2006 wurde er an den japanischen Erstligisten Kashiwa Reysol ausgeliehen, wo er sechs Spiele in der J. League bestritt. Nach einem halben Jahr kehrte er in seine Heimat zurück und spielte wieder bis Ende August 2007 bei den Corinthians. Im Anschluss wurde er an die AS Arapiraquense in der Série C ausgeliehen, für die er sechs Spiele bestritt, danach lief er sieben Mal für den ebenfalls drittklassigen CRB Maceió auf. In der Hinrunde der Saison 2008/09 bestritt er 4 Spiele für den América FC (RN) in der Série B, von Januar bis Anfang Mai 2009 gehörte er wieder zum Kader der Corinthians. Im Mai und Juni 2009 spielte er viermal für den Drittligisten SE Gama und schoss ein Tor. Danach kam er viermal für das CS Alagoano in der Série D zum Einsatz.
Mitte August 2009 wurde er für ein Jahr an den deutschen Zweitligisten TSV 1860 München ausgeliehen. Am 20. November 2009 gab er sein Debüt in der 2. Bundesliga, als er beim Spiel in Bielefeld in der Startaufstellung stand. Er bestritt im Saisonverlauf vier weitere Ligapartien für den TSV 1860. Am Saisonende zog der Verein die Kaufoption nicht, sodass Marcos Antônio die Löwen nach einem Jahr wieder verließ. Er kehrte nach Brasilien zurück und spielte in den folgenden Jahren bei verschiedenen Klubs in der dritten und vierten brasilianischen Liga. Anfang 2018 nahm ihn der FC Anyang aus der südkoreanischen K League 2 unter Vertrag. Nach einer Spielzeit ging er zurück in sein Heimatland und ist dort für unterklassige Klubs aktiv.